# ستاروویش
ستاروویش (به لهستانی:  Starowieś) یک روستا در لهستان است که در گمینا بوتشکی واقع شده‌است.